# Sonic Mania
Sonic Mania (ソニックマニア, Sonikku Mania) é um jogo eletrónico de plataforma desenvolvido pelo Christian Whitehead, PagodaWest Games e Headcannon e publicado pela Sega. Produzido em comemoração ao 25º aniversário da série Sonic the Hedgehog. O jogo retorna para a jogabilidade 2D e o estilo visual original dos jogos Mega Drive. Foi lançado para Microsoft Windows, Nintendo Switch, PlayStation 4 e Xbox One em 15 de Agosto de 2017. Sonic percorre por mais de 12 níveis, incluindo várias fases redesenhadas de jogos anteriores. O jogador controla Sonic the Hedgehog e os seus companheiros Tails e Knuckles the Echidna na sua aventura para derrotar o arque-inimigo Doutor Eggman e seus robôs caóticos.
A equipe de desenvolvimento era composta por membros conhecidos por seu trabalho na comunidade por produzir fangames da série. O desenvolvimento começou com o apoio de Christian "Taxman" Whitehead, que foi anteriormente contratado pela Sega para desenvolver adaptações dos jogos de Sonic para smartphones e tablets, o desenvolvedor apresentou um protótipo jogável ao produtor da Sonic Team, Takashi Iizuka. A direção de arte, level design, áudio e programação adicional foram feitos pelos estúdios independentes PagodaWest Games e Headcannon. A equipe usou o Whitehead's Retro Engine para uma qualidade gráfica semelhantes aos gráficos encontrados no Sega Genesis e Sega Saturn.
Sonic Mania foi lançado em agosto de 2017. Muitos críticos viram o jogo como um retorno da série as origens devido ao grande número criticas negativas dadas aos jogos antecessores. Sua apresentação, design de nível, música e fidelidade aos primeiros jogos do Sonic foram elogiados, mas sua falta de originalidade foi criticada. Vários críticos descreveram como um dos melhores jogos do Sonic e um dos melhores jogos de 2017. Em um ano, vendeu mais de um milhão de cópias no mundo todo em todas as plataformas lançadas. Sonic Mania Plus, uma versão aprimorada com conteúdo adicional, foi lançada em julho de 2018.

## Jogabilidade

Captura de tela de Sonic Mania na Studiopolis Zone, uma das novidades.

Voltando para o estilo dos jogos originais de Sonic the Hedgehog para Mega Drive, Sonic Mania é um jogo side-scrolling 2D de plataforma baseado em sprites, em que o jogador controla Sonic, Tails e Knuckles enquanto eles correm através de diversos níveis. O jogo inclui novos níveis e alguns “remixados” de jogos passados, como o Green Hill Zone do original Sonic the Hedgehog. Junto com os movimentos clássicos como o spin attack e o spin dash, Mania introduz um novo movimento, o drop dash, que permite que o jogador instantaneamente avance em um ataque de rolamento ao cair de um pulo.
Espalhados pelos níveis encontram-se anéis dourados, uma forma de energia/saúde: se o jogador tem apenas um anel em sua posse e é tocado por algum objeto perigoso, sobreviverá, no entanto os seus anéis espalham-se e desaparecem passado alguns segundos. Pequenos monitores também se encontram pelos níveis, que contem anéis, escudos, ou ‘power-ups’ como invencibilidade ou velocidade temporários. os Anéis gigantes levando a estágios especiais, elemento que apareceu pela primeira vez em Sonic the Hedgehog, também existem em Sonic Mania. Nestas fases, os personagens mudaram seu sprite para um modelo 3D retirado dos jogos que apareceram no Sega Saturn e terá que pegar um OVNI que tenha uma Esmeralda do Caos antes do tempo acabar (referência de Sonic CD, que tem que destruir 5 OVNI's).

## Enredo
Após os eventos de Sonic 3  e Sonic & Knuckles e Sonic Generations, Sonic e Tails recebem uma poderosa leitura de energia da Angel Island e embarcam no avião de Sonic, o Tornado, para investigar. No entanto, o Dr.Eggman enviou um grupo de elite de robôs, os Hard-Boiled Heavies, para chegar primeiro ao sinal. Sonic e Tails chegam exatamente no momento em que Heavies estavam escavando a fonte do sinal, uma pedra preciosa misteriosa conhecida como Phantom Ruby . Os Heavies ganham novos poderes do rubi e enviam Sonic e Tails de volta no tempo, juntamente com o guardião da Angel Island, Knuckles. O trio Sonic, Tails e Knuckles viajam através de lugares de seu passado, bem como novos locais para evitar que Eggman use o poder do rubi para o mal, lutando com ele e com os Heavies ao longo do caminho.

## Desenvolvimento
Sonic Mania foi anunciado pela primeira vez, juntamente com o Sonic Forces, durante o evento do 25º aniversário da série Sonic the Hedgehog, realizado pela Sega durante a San Diego Comic-Con no dia 22 de julho de 2016. A equipe de desenvolvimento inclui os programadores Christian Whitehead, que trabalhou anteriormente no port melhorado de 2011 do jogo Sonic the Hedgehog CD, e Simon Thomley, que ajudou Whitehead com os ports de iOS e Android de Sonic the Hedgehog e Sonic the Hedgehog 2. A equipe inclui também o designer Jared Kasl, o artista Tom Fry, e o compositor português Tee Lopes da PagodaWest Games. O produtor da série, Takashi Iizuka descreveu Sonic Mania como um "projeto de paixão" nascido do amor dos fãs pelos jogos clássicos Sonic.
Tambem existe uma versão para Nintendo Switch, portada pela companhia australiana Tantalus Media.

## Lançamento e promoção
Originalmente planejado para ser lançado durante os primeiros meses de 2017, Sonic Mania foi lançado para Microsoft Windows em 29 de Agosto de 2017; sendo para Nintendo Switch, PlayStation 4 e Xbox One em 15 de Agosto de 2017, essas datas foram escolhidas especialmente para cair na terça-feira e assim continuar o Sonic Tuesday, um trocadilho com Twosday, lançamento do Sonic 2 da qual teve seu maior número de vendas.
A Sega revelou uma Edição de Colecionador para Sonic Mania que inclui o código para o download do jogo digital numa pequena carta metálica, uma estátua do Sonic de 30 centímetros (a base da estátua quando ativada reproduz o som clássico "SEGA!"), um cartucho com um anel dourado e uma caixa de colecionador. Para promover a edição de colecionador, a Sega lançou um vídeo com estilo antigo e infocomercial, em que participa o antigo diretor de arte da série Kazuyuki Hoshino e o manager social Aaron Webber. O vídeo foi baseado no anúncio televisivo americano usado para promover Sonic 2. A data de lançamento do jogo foi anunciada através de um vídeo com desenhos manuais criados pelo artista Tyson Hesse da Archie Comics, editora de série de livros Sonic. Um LP em vinyl com algumas faixas da banda sonora será editado pela Data Discs.
Uma demonstração de dois níveis do jogo esteve disponível ao publico e jornalistas durante a conferência E3 em junho de 2017.

## Recepção

### Pré-lançamento
Desde a sua revelação que Sonic Mania tem sido muito elogiado pela crítica e pelos fãs da série, por ser produzido com uma abordagem de volta as raízes básicas dos jogos de plataforma e por ser muito fiel à trilogia original do console Mega Drive.
Alex Donaldson do VG24/7 disse que Sonic Mania é a sequência que ele quer há mais de 20 anos. Jack Hamnett do Twinfinite elogiou a atenção ao detalhe e como o jogo se mostra fiel aos originais, referindo que tem potencial para fazer a série regressar às "glórias passadas". Apesar de algumas dúvidas iniciais seguidas por "duas décadas de jogos Sonic dececionantes", Nick Robinson do ￼￼Polygon￼￼ chamou Sonic Mania de um "momento de revelação", dizendo que se tornou um dos seus jogos mais esperados de 2017. Donaldson e Robinson elogiaram a decisão da Sega de colocar fãs da série a produzir Sonic Mania. Robinson afirmou ainda que os recentes jogos Sonic, como Sonic Advance e Sonic the Hedgehog 4, nunca foram "muito certos".

### Lançamento
De acordo com o agregador de análises Metacritic, Sonic Mania recebeu análises "favoráveis em geral". Se tornou o jogo de Sonic mais bem qualificado em quinze anos, e várias críticas descreveram-o como um dos melhores jogos no gênero de plataforma 2D. EGM o elogiou como um dos jogos de Sonic "mais puros e divertidos", expressando animação para o futuro da série. IGN escreveu que Mania foi um retrocesso para o "clássico" que fãs de longa data da série estavam clamando por desde a década de 1990, mas também recomendou-o para pessoas novas na franquia. Nintendo World Report chamou o jogo de "necessário de comprar" para fãs dos jogos antigos de Sonic, elogiando seu design de níveis, trilha sonora e visuais. Waypoint comparou o jogo favoravelmente a Donkey Kong Country Returns, descrevendo-o como um jogo que sabia "o que era divertido" em seus antecessores. Nintendo Life sentiu que Mania representou "um verdadeiro retorno a forma" para a série, e um candidato para melhor jogo da série.